# Pleurothallis gomezii
Pleurothallis gomezii là một loài thực vật có hoa trong họ Lan. Loài này được Luer & R.Escobar miêu tả khoa học đầu tiên năm 1996.